# Agrotis desertorum
Agrotis desertorum là một loài bướm đêm trong họ Noctuidae.